# Adriaan Alberga
Adriaan Cornelis Jasper Marius Alberga (Paramaribo, 14 februari 1887 – 4 december 1952) was een Surinaams jurist en politicus.
Alberga was een griffie-ambtenaar die in Suriname met succes studeerde voor praktizijn (advocaat). In december 1910 werd hij 2e klerk bureau van politie die de griffier bij de instructie van strafzaken kon vervangen. Later werd hij griffier van het Kanton Paramaribo. In de zomer van 1921 werd hij, toen D. Coutinho voor verlof naar Nederland ging, aangewezen tot landspraktizijn en plaatsvervangend kantonrechter te Paramaribo. In juli 1926 werd Adriaan Alberga districts-commandant van Marowijne en in februari 1929 vestigde hij zich als praktizijn in Paramaribo.
Andere functies die Alberga in de loop der tijd vervulde waren:
- waarnemend advocaat-generaal;
- lid van het Hof van Justitie;
- president van de krijgsraad;
- deken van de balie

Na de Statenverkiezingen van maart 1951 werd Alberga landsminister van Justitie en Politie en van Financiën. Toen Jan Buiskool ontslag nam kreeg Alberga op 6 september 1952 ook de post Algemene Zaken erbij waarmee hij dus premier van Suriname werd.
Het kabinet zag er toen als volgt uit:
| Ministerie                                   | Minister                          |
| -------------------------------------------- | --------------------------------- |
| Algemene Zaken                               | A.C.J.M. Alberga (tevens premier) |
| Binnenlandse Zaken                           | A. Currie                         |
| Economische Zaken                            | J.C. Curiël                       |
| Financiën                                    | S.D. Emanuels                     |
| Justitie en Politie                          | E.M.L. Ensberg                    |
| Landbouw, Veeteelt en Visserij               | F.A. Langguth Oliviera            |
| Onderwijs en Volksontwikkeling               | W.E. Juglall                      |
| Openbare Werken en Verkeer                   | A.L.R. Smit                       |
| Sociale Zaken, Volksgezondheid en Immigratie | G.B. Kletter                      |

Nog geen drie maanden later overleed hij plotseling op 65-jarige leeftijd.